# Idalus herois
Idalus herois es una especie de insecto lepidóptero de la familia Erebidae. Fue descrito por William Schaus en 1889. Se encuentra en México, Venezuela y Brasil.